# Garāb
Garāb (persiska: گَراب, گراب, Garāb-e ‘Olyā) är en ort i Iran.   Den ligger i provinsen Lorestan, i den västra delen av landet, 500 km sydväst om huvudstaden Teheran. Garāb ligger 1 018 meter över havet och antalet invånare är 3 270.
Terrängen runt Garāb är lite bergig.Runt Garāb är det ganska tätbefolkat, med 52 invånare per kvadratkilometer. Garāb är det största samhället i trakten. Omgivningarna runt Garāb är i huvudsak ett öppet busklandskap.